# Alizarin
| Alizarin |                                                                             |
| |                                                                             |
| \| \| \| |                                                                             |
| |                                                                             |
| IUPAC-név | 1,2-dihidroxi-9,10-antracéndion                                             |
| Más nevek | 1,2-dihidroxiantrakinon, törökvörös, pácvörös 11, alizarin B, alizarinvörös |
| Kémiai azonosítók                                                                                               |                                                                             |
| CAS-szám | 72-48-0                                                                     |
| PubChem | 6293                                                                        |
| ChemSpider | 6056                                                                        |
| EINECS-szám | 200-782-5                                                                   |
| KEGG | C01474                                                                      |
| ChEBI | 16866                                                                       |
| SMILES | Oc2c(O)c1C(=O)c3c(C(=O)c1cc2)cccc3                                          |
| InChIKey | RGCKGOZRHPZPFP-UHFFFAOYSA-N                                                 |
| Beilstein | 1914037                                                                     |
| Gmelin | 34541                                                                       |
| UNII | 60MEW57T9G                                                                  |
| ChEMBL | CHEMBL55814                                                                 |
| Kémiai és fizikai tulajdonságok                                                                                 |                                                                             |
| Kémiai képlet                                                                                                   | C14H8O4                                                                     |
| Moláris tömeg                                                                                                   | 240,21 g/mol                                                                |
| Olvadáspont | 279–283 °C                                                                  |
| Forráspont | 430 °C                                                                      |
| Veszélyek |                                                                             |
| EU osztályozás                                                                                                  | nincsenek veszélyességi szimbólumok                                         |
| R mondatok | nincs                                                                       |
| S mondatok | S22, S24/25                                                                 |
| Ha másként nem jelöljük, az adatok az anyag standardállapotára (100 kPa) és 25 °C-os hőmérsékletre vonatkoznak. |                                                                             |
| |                                                                             |

Az alizarin élénkvörös színű, természetes eredetű festőanyag. A természetben a festő buzér (Rubia tinctorum) gyökerében fordul elő cukorhoz (primveróz) kötve, ruberitrinsav-glikozid alakjában. A festőanyag a cukormentes rész, az 1-2-dihidroxi-antrakinon.
A név a festő buzér gyökerének francia nevéből származik (alizari).

## Gazdasági jelentősége, története
Már az ókorban is az e célból termesztett festőbuzérból állították elő.
Bizonyított, hogy i. e. 1900-ban Alsó- Mezopotámiában már használták. Buzérral festették a Tutanhamon sírleletei közé tartozó vörös övet és textíliákat is: Egyiptomba Palesztinából exportálták. Akkoriban, azaz i. e. 1350 körül már fémsó-pácokat is használtak a textíliák festéséhez. Az Ószövetségben is többhelyütt szerepel.
A görögök nem annyira festéknek, mint inkább gyógynövényként használták; főleg égési sebek kezelésére. A rómaiak főleg gyapjút és bőröket festettek vele. Pácnak timsót, vas-és rézsókat is alkalmaztak. Időszámításunk kezdete táján egészen Kínáig eljutott.
Nyugat-Európában a 9–11. század között terjedt el használata, és a 13-14. sz.-ra a gyapjúfélék legfontosabb vörös színezékévé vált.
A muszlim technológia kiemelkedő eredménye volt a törökvörös vagy adrianapoli vörös festék, amit szintén ebből a növényből állítottak elő. A törökvörös szülőhelye a Közel-Kelet volt, onnan jutott el Indiába is. Csak a legkiválóbb vásznak színezésére használták. A közel-keletről orosz közvetítéssel jutott el Angliába. Az ipari forradalom első nagyobb terméke, az erősebb, gépi gyártású fonal a korábbiaknál jobban megfelelt a törökvörös festéknek, ezért ez vált az ipari forradalom idején használt legfontosabb textilfestékké.
Liebermann és Graebe 1868-ban mutatta ki, hogy ez egy aránylag egyszerű, a kőszénkátrányban is előforduló szénhidrogén, az antracén származéka; ettől fogva szintetikusan állították elő, és a festőbuzér termesztése lehanyatlott.

## Mesterséges előállítása, felhasználása
Az antracént antrakinonná oxidálják, ezt koncentrált kénsavval szulfonálják, hogy a kénsavmaradék az antrakinon molekula szénatomjának hidrogénje helyébe lépjen. A 2-antrakinonszulfonsavat nátrium-hidroxiddal olvasztva cserebomlásos-oxidációs reakcióval alizarinná alakul át.
Az alizarint az antrakinon vázon levő különleges helyzetű (-orto) OH-csoportok teszik képessé arra, hogy a pácolással szövetre vitt fémekkel színes komplex sókat alkosson. Az alumínium-sókkal pácolt a szövet az alizarin hatására élénkvörös lesz. A vassal sötétibolya, a krómmal sötétkék komplex sókat alkot stb. Különösen szép vörös színt kaphatunk, ha az alumíniumos pácolás előtt tömény kénsavval kezelt és azután semlegesített ricinusolajjal, ún. törökvörös olajjal itatjuk át a szövetet.

## Rokon vegyületek
Számos más antrakinon pácfestéket is ismerünk: ezek molekuláiban nemcsak a hidroxilcsoport helyzete más és más, de egyéb funkciós csoportokat is tartalmaznak. A purpurin, a karmazsin, a kosenil, a kármin, az emodin, a rein stb. egyaránt antrakinon származék; az utóbbi kettő azonban nem mint festék, hanem mint fiziológiai hatású szer jelentős. 